# بایل
بایل (به لاتین: Bayil) یکی از شهرهای جمهوری آذربایجان است که از توابع رایون باکو است.